# 四橋站
四橋站（日语：／ Yotsubashi eki */?）是位於日本大阪府大阪市西區，屬於大阪市高速電氣軌道（大阪地下鐵）四橋線的鐵路車站。本站與心齋橋站都位於閘內，故視為同一站。四橋站側的入口設有長堀鶴見綠地線心齋橋站的字樣。

## 歷史
- 1965年（昭和40年）10月1日 - 隨著3號線（現在的四橋線）大國町－西梅田延伸段通車時啟用。
- 1996年（平成8年）12月11日 - 長堀鶴見綠地線（以前的鶴見綠地線）京橋－心齋橋延伸段通車。同時，該站與長堀鶴見綠地線、御堂筋線的心齋橋站可以透過連通道換車。
- 2018年（平成30年）4月1日 - 大阪市交通局民營化，所屬公司、管轄由大阪市高速電氣軌道（大阪地下鐵）接管。

## 車站構造

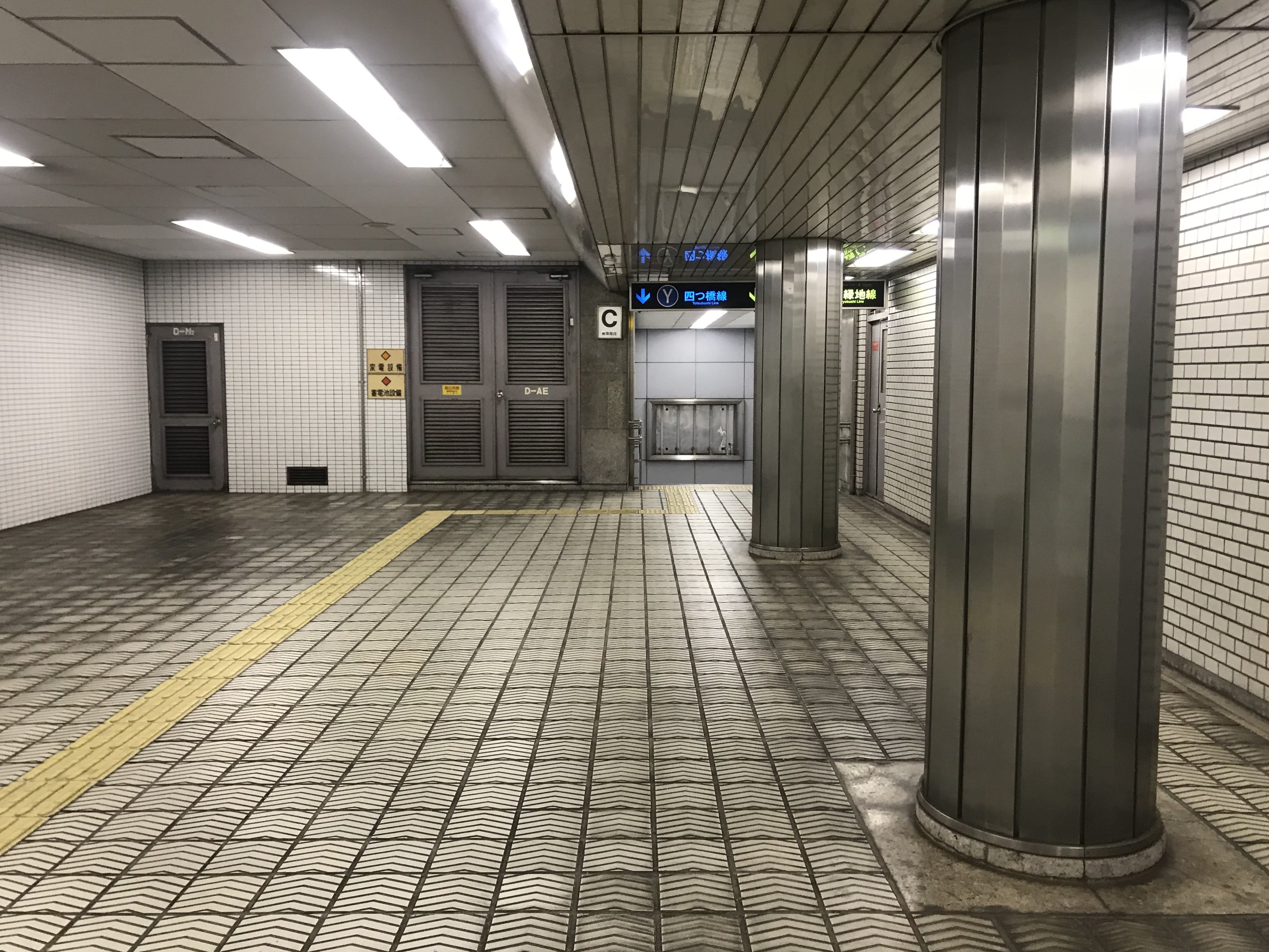
車站內部(2019年1月)

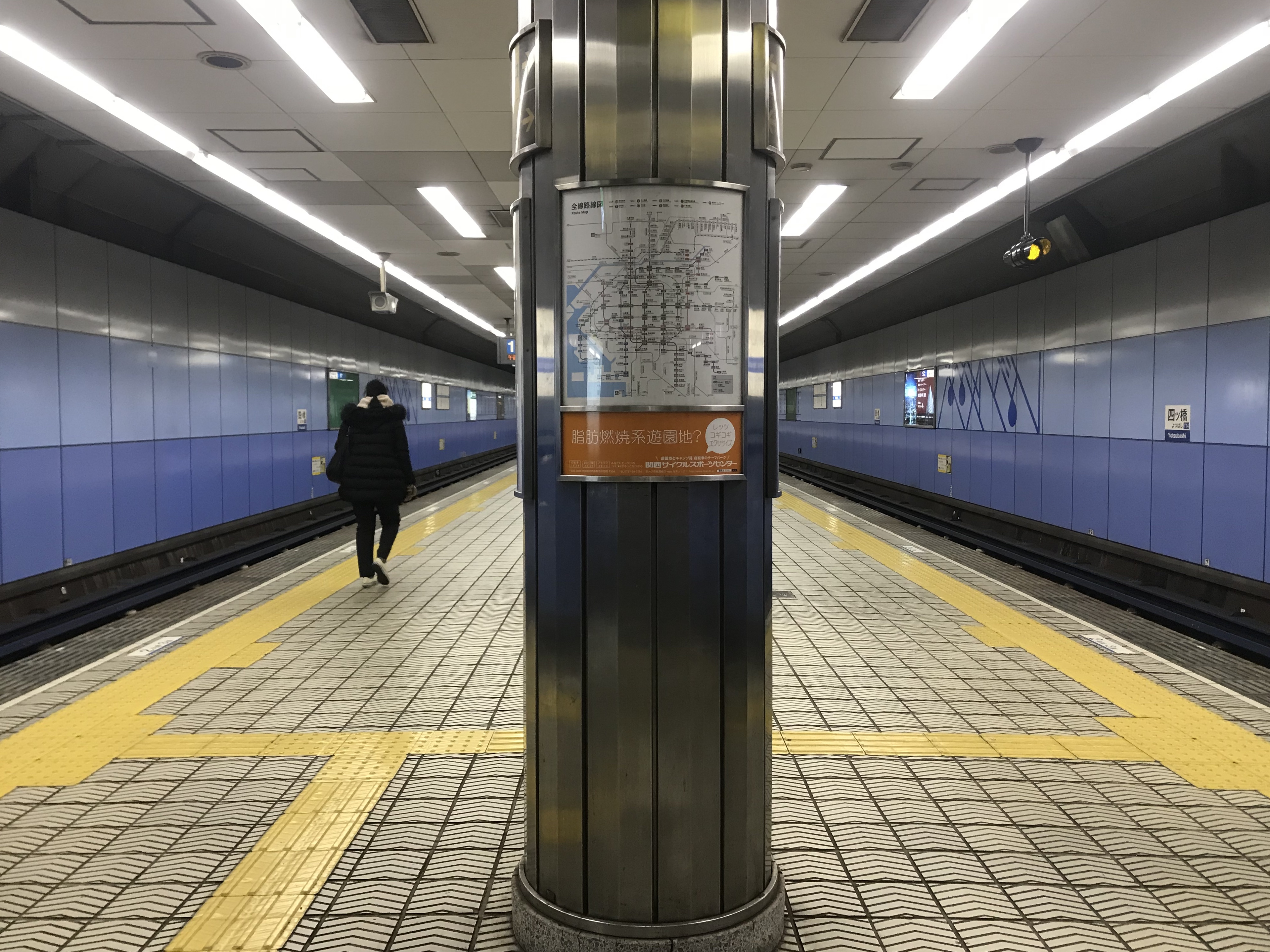
月台(2019年1月)

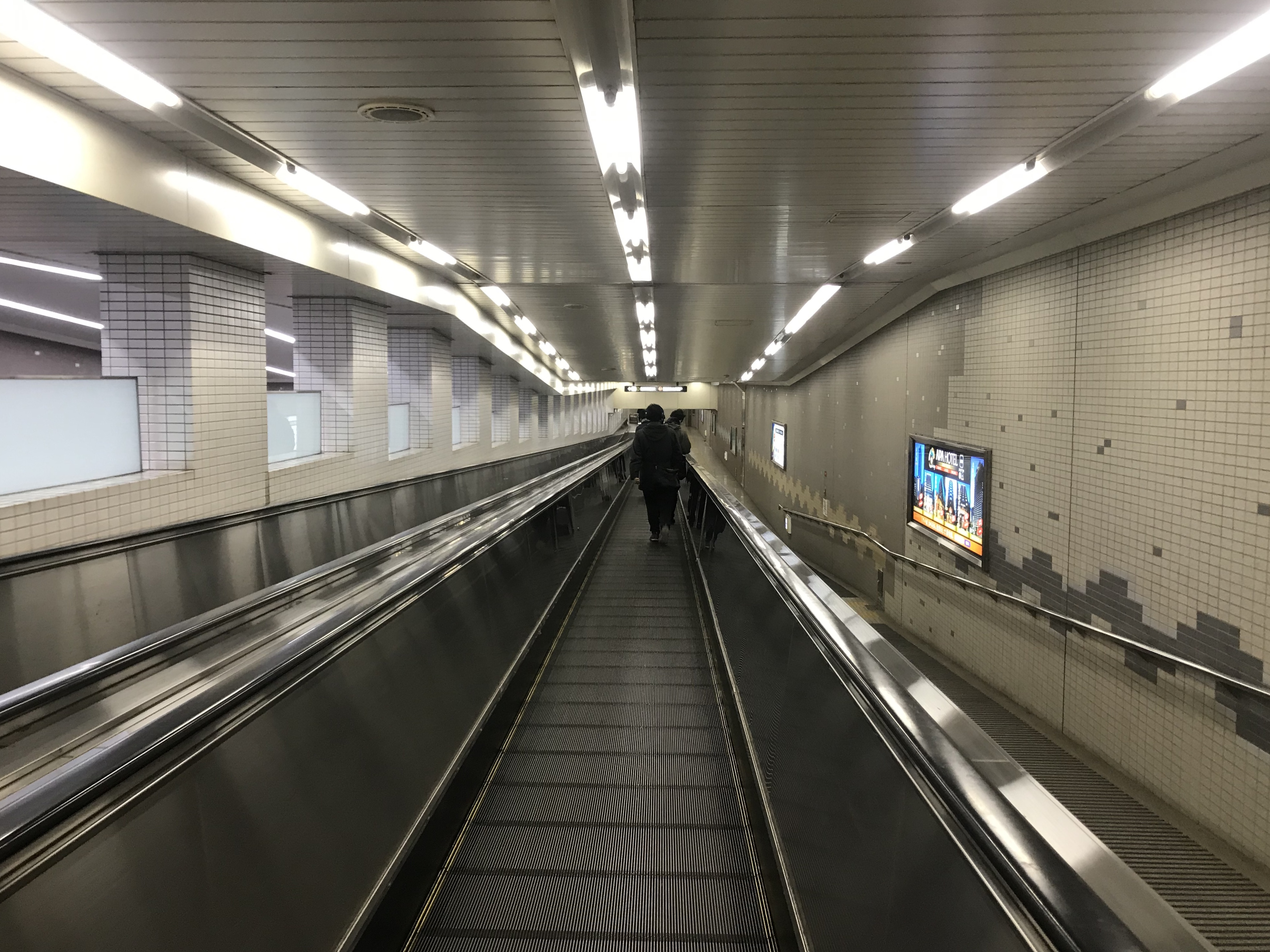
與心齋橋站之間的自動行人道(2019年1月)

本站為島式1面2線月台的地下車站。

### 月台配置
| 月台 | 路線   | 目的地                         |
| ---- | ------ | ------------------------------ |
| 1    | 四橋線 | 大國町、花園町、住之江公園方向 |
| 2    | 四橋線 | 肥後橋、西梅田方向             |

## 利用狀況
1998年11月10日的1日上下車人次為36,819人（上車人次：16,788人，下車人次：20,131人）。不過，自2007年度以後的統計都將心齋橋站視為同一站。

## 相鄰車站
大阪市高速電氣軌道（大阪地下鐵）
 四橋線
本町（Y13）－四橋（Y14）－難波（Y15）

## 外部連結
- 車站Guide：四橋 - Osaka Metro